# Margarita de Vény d'Arbouze
Margarita de Vény d'Arbouze, o Marguerite de Vény d'Arbouze, nacida el 15 de agosto de 1580 en el castillo de Villemont y fallecida el 16 de agosto de 1626 en Rians, fue una monja benedictina. Se la considera una figura importante del renacimiento benedictino del siglo XVI. Primera abadesa de Notre-Dame du Val-de-Grâce, en 1619. Ocasionalmente se la celebra junto a la monja benedictina Santa Gertrudis, el 16 de noviembre.

## Biografía
De origen burgués, nació en el castillo de Villemont, cerca de Aigueperse, el 15 de agosto de 1580.
Era hija de Gilbert de Vény d'Arbouze, caballero, señor de Villemont y gentilhombre de cámara del rey Luis XIII, y de Jeanne Despinac o d'Espinac, o  de Pinac. También era prima del Custodio de los Sellos, Michel de Marillac. Su tío paterno, Jacques d'Arbouze, fue abad y reformador de Cluny.
El matrimonio de sus padres tuvo lugar el 24 de mayo de 1546. Su padre participó en las Guerras de religión de Francia y murió en la llanura de Cros-Rolland (Auvernia), entre Issoire y Coudes, el 14 de marzo de 1590.

### Entra en religión
A la edad de nueve años, en 1589, Margarita ingresó como novicia en la abadía de las Damas de Saint-Pierre (Damas de San Pedro), en Lyon, por deseo de su madre. Tomó el hábito de monja de la orden de San Benito el 27 de mayo de 15922 y profesó el 21 de agosto de 1599.
Con el apoyo de la superiora, Françoise de Beauvilliers, cuya hermana Marie de Beauvilliers era la abadesa en Notre-Dame de Montmartre, y del jesuita Claude de Lingendes, emprendió la reforma de la abadía en busca de una mayor austeridad en la vida religiosa de las internas. No obstante, su propuesta de reforma no triunfa debido a la oposición de las monjas de la abadía.

### Abadía de Notre-Dame de Montmartre
Su abadía se unifica con la abadía real de Montmartre, donde el reglamento es más respetuoso con las reglas de San Benito. Pero se vio obligada a iniciar un nuevo noviciado para lo que renovó sus votos el 12 de agosto de 1612. Su superiora, María de Beauvilliers, le encargó cuidar el noviciado de La Ville-l'Évêque, en el Faubourg Saint-Honoré, que es un anexo de la abadía. Pero en 1614, Marie de Beauvilliers fue llamada a otras funciones y Marguerite ocupó su lugar como priora de La Ville-l'Évêque. Decidió ampliar el noviciado del que era responsable y lo convirtió en centro de la aristocracia femenina parisina favorable a la  Contrarreforma. Cuando la abadesa regresa, surgen tensiones entre las dos religiosas. De hecho, los proyectos para el priorato y el éxito de Margarita entre la nobleza parisina despertaron los celos de la superiora de Margarita. El choque termina cuando la reina Ana de Austria conoce a Margarita, con quien simpatiza, lo que facilita el beneficio del rey, Luis XIII de Francia.

### Abadesa de Notre-Dame du Val-de-Grâce
Después de su paso por la abadía de Notre-Dame de Montmartre, Luis XIII nombra a Margarita abadesa de  Notre-Dame du Val-de-Grâce, en Bièvres, el 21 de marzo de 1619. Allí decidió reformar profundamente las normas en el seno de la abadía para acercarlas lo más posible al espíritu de la regla de Benito de Nursia. Para su proyecto, Margarita contó con la ayuda de Eustaquio de San Pablo, monje cisterciense de Feuillants, de Laurent Bénard, prior del colegio de Cluny, del capuchino Honoré de París y, finalmente, del teólogo Jacques Ferraige, futuro biógrafo de Margarita. Esta profunda reforma fue acompañada por el traslado de la abadía a París, al Faubourg Saint-Jacques. Todos estos cambios no agradaron a todas las monjas, pero permitieron atraer nuevos fieles cuyas familias garantizaron la prosperidad de la abadía. Gran erudita, poseedora, según sus contemporáneos, de un cierto aura espiritual, no quiso perpetuarse en el cargo de abadesa.

### La Charité-sur-Loire y Charenton-en-Berry
Renunció a su cargo de abadesa en 1626 y aceptó ir a La Charité-sur-Loire (la Caridad), donde nació el nuevo monasterio de Mont-de-Piété (Monte de Piedad), y  después al monasterio de Charenton-en-Berry el 3 de julio de 1626, para proceder a la reforma de ambos. Margarita de Vény d'Arbouse murió el 16 de agosto en el castillo de Séry, cerca de Rians, en la residencia del Mariscal de Montigny, Francisco de la Granja (1554-1617).